# Silence Kit (альбом)
Silence Kit — дебютный студийный альбом московской группы Silence Kit, вышедший в 2002 году.

## Об альбоме
Собранный в основном из материала, предназначаемого для Dairy High, альбом являлся некоей «демонстрацией намерений» людей, желающих показать все свои знания в области инди-рока.
Непосредственно в студии были придуманы только некоторые инструментальные куски и ряд аранжировок. Барабаны снимались всего двумя микрофонами. В итоге звучание получилось вполне нео-психоделическим, и хоть немного наивным, но искренним и простодушным.
Открывается альбом эмбиентной пьесой «Transmiss To Fades», уступающей место «28 + 2», от романтики в духе Slowdive и Kings Of Convenience переходящей в звуковой шквал. «Francesca White» — нехарактерный трек для группы. Задорный шумный инди-рок в стиле Pavement или Weezer — в конце трека слышно, как Алексанян бросает барабанные палочки. «Lunik» изначально был записан Dairy High, Silence Kit сменили в нём бас и вокал. Далее группа демонстрирует чисто инструментальный подход — «Lunik: Ceremony» звучит величественно (ей бы пошли живые струнные), а в концовке «Transmiss To Fades» использован эффект пущенных задом наперёд гитар. Однако альбом имел бы незавершённый вид, если бы не последний трек. Сложносочинённое название словно намекает на две части — торжественную первую и забойную вторую, соединённые пластиночным нойзом (автор шумовой части - Михаил Белов, родной брат Бориса). Композиция звучит как намёк на дальнейшее развитие группы.
Выйдя в самом конце 2002 года, первоначально альбом распространялся бесплатно на CD-R, но с типографским оформлением. Шлюз с обложки находится в Москве, в Тушино, и является режимным объектом (интересный факт - эта местность фигурирует в одном из эпизодов фильма Russia-88 На вкладке — фотографии Шаболовки и Шуховской телебашни. Переиздание вышло в белом диджипаке.

## Список композиций
1. Transmiss To Fades — 5.06
2. Twenty Eight + Two — 7.11
3. Francesca White — 4.11
4. Lunik — 4.54
5. Lunik: Ceremony — 7.57
6. Soul Departure — 3.26
7. Objects In The Mirror Are Closer Than They Appear / No=Fear — 14.10